# Mantoida luteola
Mantoida luteola es una especie de mantis de la familia Mantoididae.

## Distribución geográfica
Se encuentra en Brasil y Paraguay.